# Alavivus
Alavivus (4. století? – 377) byl ve 4. století vizigótským vůdcem z dynastie Tervingů, v období vlády východořímského císaře Valense.

## Život a působení
Ve 4. století Vizigóti žili na území Dácie pod vedením Athanaricha. Kolem roku 375 dorazili do Dácie Hunové, které Athanarich nedokázal zastavit a tak Alavivus s Fritigernem v létě 376 Vizigótům navrhli, aby se přidali na jejich stranu a odešli do bezpečí Římské říše. Ve snaze zachránit si před kočovnými Huny život se většina Athanarichových dosavadních přívrženců přidala na stranu Alaviva a Fritigerna, s nimiž se vydali na jih k řece Dunaj, do bezpečí. Císaři Valensovi poslali žádost o svolení usadit se v Římské říši a protože se Valens domníval, že mezi příchozími Vizigóty získá nové rekruty do svých legií, rozhodl, že mají být usídleni v Thrákii jako foederati.

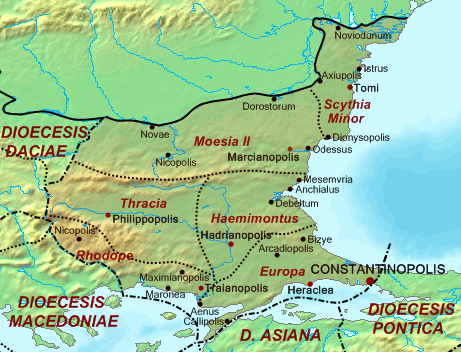
Mapa Thrákie a Moesie na území dnešního Bulharska

Po příchodu Vizigótů do Thrákie nastal problém, protože jich bylo na 200 tisíc, což bylo více než se očekávalo a tak zásobování potravinami představovalo problém, jehož zvládnutí přesahovalo kapacity římské provinciální správy. Situace byla ještě zhoršována místními římskými veliteli, kteří nedostatku potravin zneužívali k vlastnímu obohacení stanovením přemrštěných cen. Bylo odchyceno mnoho psů, kteří byli Vizigótům nabídnuti výměnou za jejich děti a ženy, které si Římané brali do otroctví. Toto vše vyvolalo u Vizigótů napětí, jež brzy přerostlo v otevřené nepřátelství vůči Římanům. Když se Athanarich dozvěděl, jak jeho lidé v Thrákii dopadli, raději se zbytkem svých lidí uprchl do Caucalandu v Sedmihradsku.
V téže době před Huny do Římské říše prchala další skupina gótských Greutungů mladého krále Videricha, vedení Farnobiem a regenty Alatheem a Saphraxem, jejichž žádosti o vstup na římské území ale nebylo vyhověno, a tak vyčkávali na severním břehu Dunaje, který byl hranicí Římské říše. Když římská ostraha hranic polevila ve své ostražitosti, Greutungové toho využili a postupně se přeplavili na jižní břeh Dunaje. Při překonávání řeky mnoho Greutungů utonulo. V této situaci v roce 376 či 377 Valensův poručík Lupicinus pozval Alaviva, Fritigerna a další germánské předáky na hostinu do Marcianopoli v dnešní Varenské oblasti, aby projednal nové podmínky pro vizigótský lid. Během hostiny ale došlo k nepokojům, a tak byli vizigótští předáci vzati do zajetí jako rukojmí. Fritigernovi se podařilo uprchnout či byl propuštěn, aby mezi vzbouřenci sjednal příměří, ten se ale po návratu ke svému lidu postavil do čela vzpoury proti Římanům. Alavivus byl pravděpodobně v zajetí zavražděn. Vzpoura vedená Fritigernem vyvrcholila o dva roky později v bitvě u Adrianopole, kde 9. srpna 378 Vizigóti porazili Valensovi vojska, císař Valens padl a Římská říše utrpěla porážku.